# Mithraeum de Bordeaux
Le mithraeum de Bordeaux a été découvert en 1986 à Bordeaux lors de la restructuration d'un ancien magasin de l'enseigne Parunis en 1985/86,.

## Historique
Sur ce site d'un Parunis, cours Victor-Hugo à Bordeaux, ont d'abord été découverts les vestiges d'un habitat privé pouvant être une domus datant du Ier siècle apr. J.-C. Celle-ci fut abandonnée, après des réoccupations successives jusqu'au VIe siècle, par la récupération des matériaux,.
Ce mithréum a été découvert sous l'emplacement de l'ancien couvent des Grands Carmes du XIIIe siècle, fermé en 1792 durant la Révolution française.

## Description
Ce sanctuaire du culte de Mithra est l'un des grands mithraea de la Gaule romaine. C'est un bâtiment enterré d'une surface d'environ 200 m2, mesurant 18,40 m de long sur 10,30 m, avec une configuration classique. Il se divise en trois parties : la cella centrale de 4 m de large  et de deux banquettes latérales de largeurs irrégulières (entre 2,50 à 2,90 m) où se tenaient les adeptes. Un escalier de dix marches dans l'angle nord-ouest permettait de descendre dans la salle du culte. Sur le côté sud, se trouve une petite salle annexe surélevée à la hauteur des banquettes où était probablement exposée une tauroctonie dont aucune trace n'a été trouvée lors des fouilles.
La statuaire disséminée à l’intérieur du sanctuaire concernait le culte à Mithra et ne concernait aucune autre divinité et se trouvait dans la même couche de destruction. 
- Le mithra pétrogène (représentation de la naissance de Mithra) était renversé dans l'allée centrale.
- Le léontocéphale (Aïon du culte à mystères)[5] a été découvert, brisé en deux parties, avec tous les autels votifs dans la pièce annexe, dont l'autel d'Aïon[6].
- Cautès et Cautopatès[7],[8], les statues des deux porte-flambeaux, ont été exhumés incomplets dans l’angle nord-ouest de la nef principale.

Les trouvailles se trouvent au Musée d'Aquitaine.